# Chương trình 134
Chương trình 134 là tên thông dụng của Chương trình hỗ trợ đất sản xuất, đất ở, nhà ở và nước sinh hoạt cho hộ đồng bào dân tộc thiểu số nghèo, đời sống khó khăn mà Chính phủ Việt Nam áp dụng từ năm 2004 nhằm mục đích đẩy nhanh tiến độ xóa nghèo cho các hộ dân tộc thiểu số ở Việt Nam. Sở dĩ gọi là Chương trình 134 vì số hiệu của Quyết định của Thủ tướng chính phủ Việt Nam phê duyệt chương trình này là 134/2004/QĐ-TTg.
Các mục tiêu chính sách của Chương trình 134 gồm:
- Đảm bảo mỗi hộ dân tộc thiểu số có tối thiểu 0,5 ha đất nương, rẫy hoặc 0,25 ha đất ruộng lúa nước một vụ hoặc 0,15 ha đất ruộng lúa nước hai vụ để sản xuất nông nghiệp.
- Đảm bảo mỗi hộ dân tộc thiểu số ở nông thôn có tối thiểu tối thiểu 200 m² đất ở. Riêng hộ dân tộc Khmer ở đồng bằng sông Cửu Long có chính sách riêng.
- Chính quyền trung ương cùng chính quyền địa phương sẽ trợ cấp cho các hộ dân tộc thiểu số nghèo chưa có nhà ở hoặc nhà ở tạm bợ để họ xây nhà.
- Chính quyền trung ương sẽ trợ cấp bằng 0,5 tấn xi măng cho mỗi hộ dân tộc thiểu số để xây dựng bể chứa nước mưa hoặc cấp 300.000 đồng để đào giếng hoặc tạo nguồn nước sinh hoạt đối với các hộ dân tộc thiểu số sống phân tán tại vùng cao, núi đá, khu vực khó khăn về nguồn nước sinh hoạt. Đối với các thôn, bản có từ 50% số hộ là người dân tộc thiểu số trở lên, chính quyền trung ương sẽ trợ cấp 100% kinh phí xây dựng công trình cấp nước sinh hoạt tập trung. Đối với các thôn, bản có từ 20% đến dưới 50% số hộ người dân tộc thiểu số, chính quyền trung ương sẽ trợ cấp 50% kinh phí xây dựng công trình cấp nước sinh hoạt tập trung.

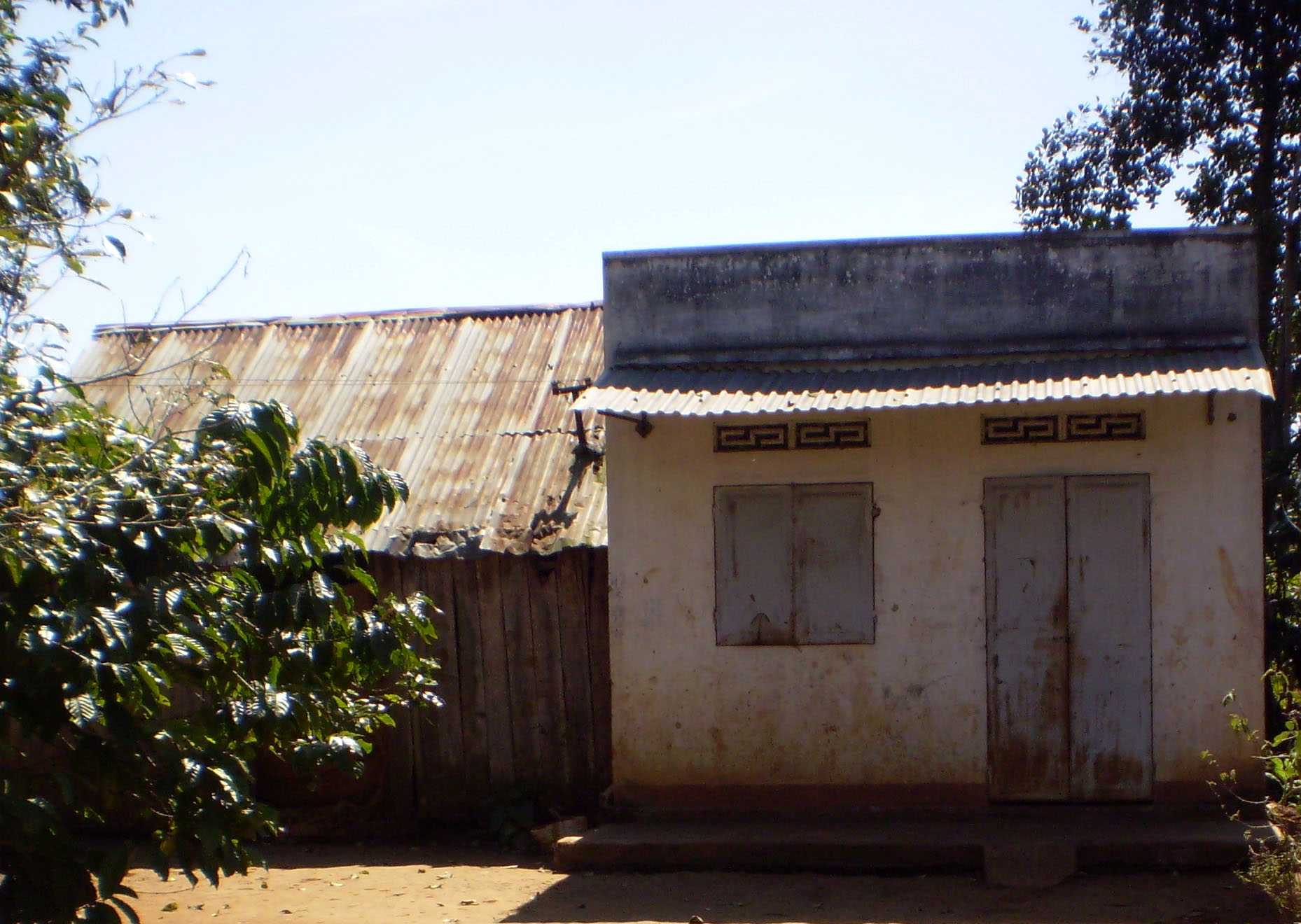
Nhà chương trình 134 của các hộ nghèo ở Tây Nguyên

Nguồn tài chính thực hiện chương trình này do chính quyền trung ương đảm nhiệm. Chính quyền địa phương, tùy điều kiện, có thể cấp thêm tài chính cho phần chương trình thực hiện tại địa phương mình, nhưng tối đa 20% so với phần kinh phí của chính quyền trung ương chịu tại địa phương.
Việc thiết kế và thực hiện các nhiệm vụ chi của chương trình được phân cấp cho chính quyền tỉnh, thành phố trực thuộc trung ương.